# ورم فطري
المايستوما أو الورم الفطري هو مرض التهابي مزمن مدمر تدريجيًا يصيب القدم عادة ولكن يمكن أن يتأثر به أي جزء من الجسم. على الأرجح تنتقل العدوى عن طريق التلقيح الرضحي لبعض الفطريات أو البكتيريا في الأنسجة تحت الجلد. تم وصف الورم الفطري في الأدب الحديث في عام 1694 ولكن تم تشخيصه لأول مرة في منتصف القرن التاسع عشر في مدينة مادورا الهندية ، وبالتالي كان يطلق عليه في البداية قدم مادورا.
يصيب الورم الفطري عادة الشباب ، وخاصة الذكور الذين تتراوح أعمارهم بين 20 و 40 عامًا ، ومعظمهم في البلدان النامية. الأشخاص ذوو الحالة الاجتماعية والاقتصادية المنخفضة والعمال اليدويون مثل المزارعين والعمال والرعاة هم الأكثر تضرراً.
للورم الفطري العديد من الآثار الطبية والصحية والاجتماعية والاقتصادية السلبية على المرضى والمجتمعات والسلطات الصحية.
نظرًا لأن المايستوما مرض مهمل بشدة ، لا تتوفر بيانات دقيقة عن حدوثه وانتشاره.

## الأعراض
يتميز الورم الفطري بوجود ثالوث من كتلة تحت الجلد غير مؤلمة ، وجيوب متعددة ، وإفرازات تحتوي على حبيبات. وعادة ما ينتشر ليشمل الجلد والبنى العميقة والعظام مما يؤدي إلى تدمير وتشوه وفقدان الوظيفة ، مما قد يكون قاتلاً. عادة ما يصيب الورم الفطري الأطراف والظهر ومنطقة الألوية.
نظرًا لتطوره البطيء ، وطبيعته غير المؤلمة ، والنقص الهائل في التثقيف الصحي وندرة المرافق الطبية والصحية في المناطق الموبوءة ، فإن العديد من المرضى يتأخرون في الإصابة بعدوى متقدمة حيث قد يكون البتر هو العلاج الوحيد المتاح. العدوى البكتيرية الثانوية شائعة ، وقد تتسبب الآفات في زيادة الألم والعجز وتسمم الدم القاتل (التهابات شديدة تشمل الجهاز البشري بأكمله) إذا لم يتم علاجها. لا تنتقل العدوى من إنسان لآخر.

## العلاج
يعتمد العلاج على الكائنات الحية المسببة ؛ للأسباب البكتيرية يكون العلاج مزيج طويل الأمد من المضادات الحيوية، بينما بالنسبة للنوع الفطري ، يتطلب العلاج عقاقير مضادة للفطريات وجراحة. العلاج غير مرض وله العديد من الآثار الجانبية ومكلف وغير متوفر في معظم المناطق الموبوءة.
الورم الفطري ليس مرضًا يجب الإبلاغ عنه (مرض يتطلب القانون الإبلاغ عنه) ولا توجد أنظمة مراقبة للمرض. كما أنه لا توجد برامج يمكنها التحكم في الورم الفطري أو الوقاية منه حتى الآن. الوقاية من العدوى أمر صعب ، ولكن يجب نصح الأشخاص الذين يعيشون في المناطق الموبوءة أو يسافرون إليها بعدم المشي حافي القدمين.'